# 玉里鎮

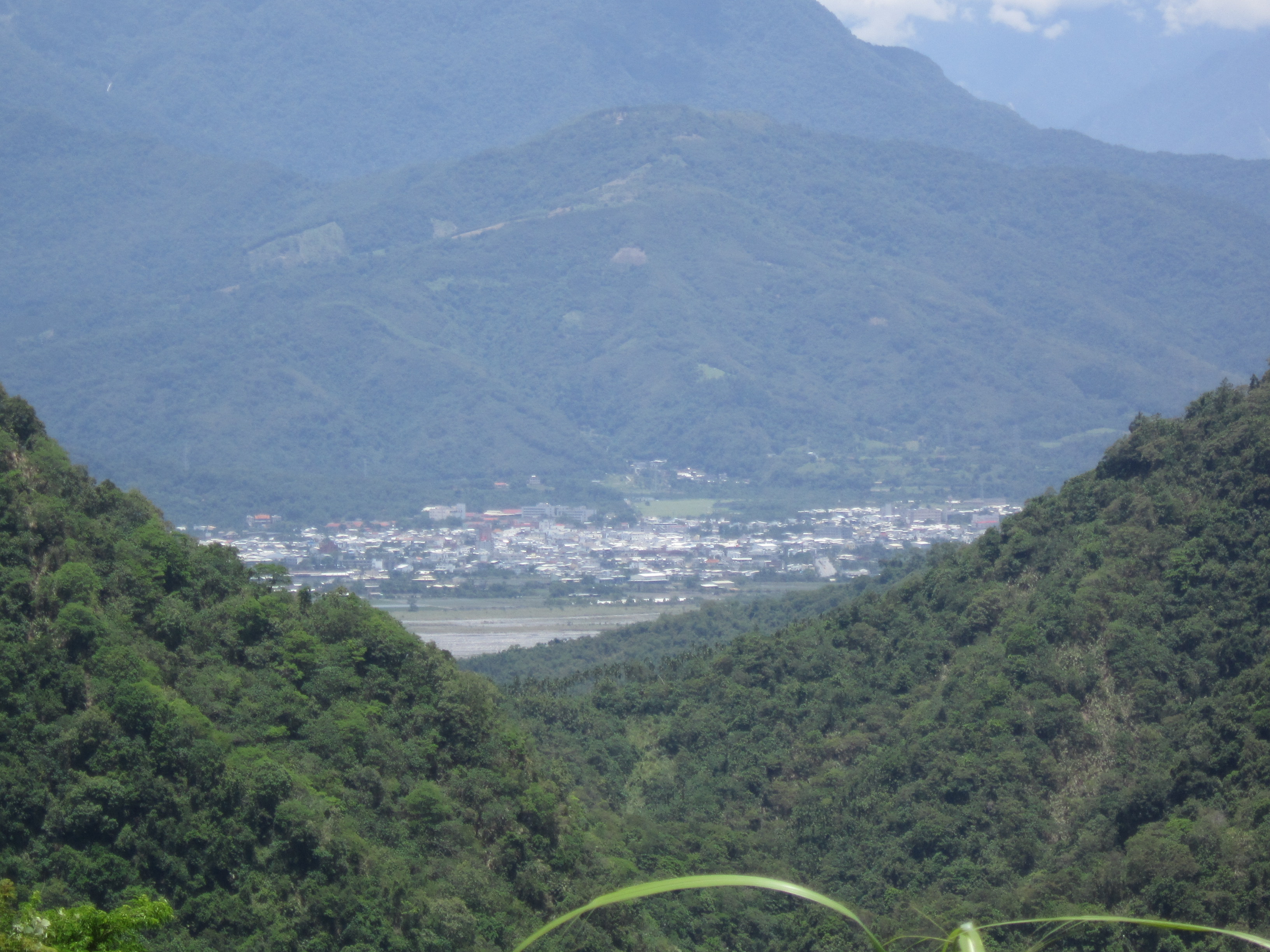
由玉長公路的制高點遠眺玉里市區

玉里鎮，舊稱「璞石閣」，位於臺灣花蓮縣南部，花東縱谷的中段，北接瑞穗鄉，南銜富里鄉，西連卓溪鄉，東以海岸山脈與豐濱鄉、臺東縣長濱鄉為界。全境面積約為252平方公里，是臺灣面積最大的鎮。
玉里鎮位處東台灣的中心地帶，北距花蓮市約90公里，南距臺東市約100公里，是花東之間的最大城鎮。經濟產業以農業為主，且有稻米、菸草、文旦、金針、甘蔗、茶葉等農特產，工商業的規模較小。對外交通有南北貫穿的花東鐵路與台9線，以及東西橫貫的台30線。清代修建的八通關古道及其後日治時期修建的八通關越道路，其東側端點即位於當地。

## 名稱
玉里鎮舊稱「璞石閣」，其來源說法不一。一說是布農語的漢語譯音，意思是灰塵，因秀姑巒溪縱貫境內，久不下雨則溪乾，風吹沙土蔽日；二說是出自阿美語「派派可」之譯音，阿美族稱蕨類為「派派可」，本地以產蕨得名；三說1875年台灣鎮總兵吳光亮越過中央山脈至玉里屯兵，見到秀姑巒溪畔佈滿純白的大理石，而這些大理石就如未磨的「璞」玉「石」，官兵在此又建立「閣」樓街道，故稱「璞石閣」，然此期間繪製的地圖又有將此地轉譯為「脯食閣」。
「璞石閣」一名沿用至日治時代的1917年，花東線鐵路通車至玉里，5月17日在玉里舉辦通車儀式。同年11月1日日本人取「璞」是未磨之「玉」之意，將本地改稱「玉里」（日语：／ Tamazato）。

## 歷史
本鎮原為原住民阿美族及布農族的接觸地帶。1829年，鳳山縣部分馬卡道族人遷至臺東平原，但受到卑南覓社的排斥，於1836年沿著新武呂溪展開搬遷，最後在今拉庫拉庫溪沖積扇的南側，亦即秀姑巒溪西側的長良里一帶建立部落，稱為大庄。開墾初期，以牛、豬攜入山地的方式，與布農族修睦，並換得穀物。但由於該地常遭水患，最遲在1845年，部落再搬遷至秀姑巒溪東側，仍名大庄（今富里鄉東里村），長良的大庄改稱為舊庄。之後鳳山縣、臺灣縣之馬卡道族人、大武壠族人及西拉雅族人紛紛東來，陸續在今玉里、富里、池上、關山等鄉鎮建立部落，1879年前後的《臺灣輿圖》一書，將這些部落稱為「璞石閣平埔八社」。定居於玉里之平埔原住民多為大武壠族。
依據陳英〈臺東誌〉一文的記錄，1850年代玉里已有漢人進入定居，並與原住民從事貿易，但本鎮較具規模的發展，是到1875年受中路（八通關古道）開闢後才快速展開。1895年發生玉里原住民族抵抗清軍殘部的觀音山事件、雷公火之役。
建置方面，玉里鎮直到清治時期末期「開山撫番」政策下，1875年屬於臺灣府卑南廳。臺灣府南路撫民理番同知駐所位於卑南（今臺東市），下有委員三人，其中中路委員在璞石閣辦事，這是玉里的最早地方官員，不過委員並不是正式的官銜。1885年，台灣建省，卑南廳升格為臺東直隸州，起初官府駐水尾（今瑞穗鄉），後來遷回卑南。直隸州下設秀姑巒撫墾分局委員一人，管理水尾、大港口（豐濱鄉港口部落）、璞石閣等地撫墾事業:141。
1895年，台灣進入日治時期，初期行政區劃更迭頻繁。日本政府最初規劃改臺東直隸州為臺東支廳，屬臺南縣。由於乙未戰爭，日軍最初無法控制東部，遂於同年8月改台東支廳為臺南民政支部臺東出張所，待隔年（1896年）4月又改回臺南縣臺東支廳。1897年6月台灣總督府改行「六縣三廳」制，玉里鎮屬於台東廳水尾辨務署。1900年5月增設璞石閣出張所，1901年又改為臺東廳璞石閣支廳，轄水尾、觀音山、與璞石閣三區。1905年區事務所改稱區庄役場。1909年又將璞石閣支廳改劃入花蓮港廳，下轄公埔區（今富里鄉）、大庄區、璞石閣區、觀音山區、水尾區、和拔仔區（今光復鄉富源）。1917年配合樸實隔「玉里」，璞石閣區改為玉里區，璞石閣支廳改為玉里支廳:141–143。1920年，台灣總督府施行臺灣街庄制，設置花蓮港廳玉里郡玉里庄，玉里郡的行政機關為玉里郡役所，玉里庄行政機關為玉里庄役場，轄有三笠村、末廣村、織羅、觀音山、玉里、下朥灣、長良村七個大字，為今日玉里鎮之雛形。1938年2月，玉里庄升格為玉里街:143–147。
戰後中華民國國民政府接收台灣，1946年1月11日，玉里郡改為花蓮縣玉里區，行政機關為玉里區署，玉里街改為花蓮縣玉里鎮，劃分為23里:20，區署到1951年撤銷，玉里鎮由花蓮縣直轄。1971年整併為目前的15里:165。

## 地理

### 位置
玉里鎮花蓮縣偏南、花東縱谷中段、北回歸線以南，但非常靠近北回歸線（北方的瑞穗鄉設有北回歸線碑）。全鎮極東點在海岸山脈的織羅山，極西點在中央山脈的卓溪山，極北點在牛山（為秀姑巒溪河階，靠近富源溪匯流口）:79，極南點在鄉道花75線上的清水山山腰。

### 地形
玉里鎮地勢西低東高，大體為平原、山地各半。西半邊為花東縱谷平原，屬於沖積平原和河階台地，海拔介於100公尺到300公尺；東半邊是海岸山脈西翼，屬於山地，海拔介於300公尺到1,300公尺，其中8座在1,000公尺以上，其稜線主要為玉里鎮和長濱鄉的交界；玉里鎮的最高峰為北花東山（又名馬稼海山，標高1,323公尺，無三角點）:94。玉里鎮西部有一小部分涵蓋中央山脈，例如卓溪山的東側山腹。

### 地質
中央山脈東翼主要以板岩和片岩組成，廣義來說屬於古近紀以前的大南澳變質雜岩，又分為偏東的太魯閣帶和偏西玉里帶（Yuli Belt），形成於白堊紀至中新世。不過玉里帶中的玉里層坐落於玉里鎮以西的卓溪鄉山地，位在玉里鎮境內的反而是畢祿山層，屬於上衝板岩帶，一路延伸到台東知本:58–59。
海岸山脈來自新近紀的火山弧，構造上屬於褶皺衝斷帶，它在玉里鎮境內的地層包含都巒山層、大港口層（又分為上部的八里灣層、下部的蕃薯寮層），和一小塊利吉層:126。其中都巒山層是由火山集塊岩、凝灰岩等噴出岩及其碎屑岩組成，形成於中新世:82。大港口層是混合火山岩質的沉積碎屑岩，覆蓋在都巒山層之上。利吉層則是以泥岩為主的混同層，夾帶許多外來岩塊:121–123。
花東縱谷是歐亞大陸板塊與菲律賓海板塊的縫合線，此處的沖積層是從更新世晚期以來由秀姑巒溪沖積而成，沉積物是從兩側山脈搬運而來:83。
玉里斷層是經濟部中央地質調查所公告的第一類活動斷層，也是台灣少數的平移斷層之一，曾於1951年和2022年發生規模較大的地震。這條斷層的存在也迫使玉里國小遷移校地，原校址改為玉里鎮民廣場。

### 水文
玉里鎮水系屬於秀姑巒溪流域，該溪主流由安通進入玉里鎮南端，由南向北縱貫全鎮之後，於鎮境北端與富源溪合流，向東貫穿海岸山脈。秀姑巒溪在玉里鎮境內的主要支流有豐坪溪（又稱太平溪）、樂樂溪，此二者為秀姑巒溪前兩大支流；其餘支流有苓仔溪、呂範溪、阿眉溪（又稱阿美溪）、尋腰溪、高寮溪、卓溪、源城溪、樂合溪、中平溪、下勞灣溪（Halawan）、石公溪、安通溪等等。其中源自海岸山脈的安通溪谷中有安通溫泉。

### 氣候
中央氣象署在玉里鎮並沒有設立人員常駐的氣象站，只有簡易測站、自動氣象站和自動雨量站，不足以做分析。詳細的氣候資料需要花蓮氣象站與成功氣象站的輔助。依據柯本氣候分類法，玉里鎮的氣候比較符合熱帶雨林氣候（代號為Af）:99。

### 人口
根據花蓮縣政府民政處及內政部戶政司統計，2024年底玉里鎮戶數約8.9千戶，人口約2.2萬人，人口密度每平方公里約86人，是臺灣人口密度第二低的鎮（僅高於鳳林鎮）。鎮內人口最多與最少的里分別是中城里與東豐里，2024年底兩里人口分別為5,977人與540人，中城里的人口約佔全鎮的四分之一以上。與花蓮縣其他地區相同，玉里鎮面臨嚴重人口老化與少子化的問題，玉里鎮內有8.98%是0至14歲人口，15至64歲人口有66.48%，65歲以上人口則佔24.54%。
玉里鎮的客家人約佔人口三成至四成，多數來自臺灣新竹、桃園方面:57，開墾過程中曾經形成名為「客人城」的聚落。 玉里鎮的原住民族2020年佔人口32.33%，主要族群為阿美族秀姑巒群。
玉里鎮普遍使用華語及臺灣話。依洪惟仁的研究，壽豐至玉里之間的花東縱谷地帶為臺灣話方言差的過渡地帶，此地帶以北為宜蘭偏漳腔，以南為混合型台灣優勢腔。
地方通行語尚有阿美語與客家話。其中的客家語為四縣腔與海陸腔混合之四海話。玉里鎮通行的阿美語依馬淵東一分類為秀姑巒群方言，依土田滋的分類為中部方言。

## 政治

### 歷任首長

#### 戰後初期
| 任次 | 姓名   | 任期                  | 備註               |
| ---- | ------ | --------------------- | ------------------ |
| 1    | 蔡孟鑫 | 1945年11月–1946年11月 | 由接收暫代改為派任 |
| 2    | 鍾文松 | 1946年11月–1947年5月  |                    |
| 3    | 李群山 | 1947年6月–1951年(?)   | 含連任一次         |

#### 地方自治時期
| 任次 | 姓名   | 政黨       | 任期                          | 備註 |
| ---- | ------ | ---------- | ----------------------------- | --- |
| 1    | 潘萬法 |            | 1950年1月20日–1953年          | 實施地方自治後首任。 |
| 2    | 潘萬法 |            | 1953年–1956年4月15日          | |
| 3    | 潘萬法 |            | 1956年4月16日–1956年7月       | 遭落選人邱阿生控告，被判當選無效。 |
| 3    | 蘇玉麟 |            | 1956年7月–1960年1月           | |
| 4    | 潘宇界 |            | 1960年1月–1964年4月           | |
| 5    | 邱慶來 |            | 1964年4月–1968年2月29日       | |
| 6    | 邱慶來 |            | 1968年3月1日–1973年3月31日    | |
| 7    | 黃正榮 |            | 1973年4月1日–1978年2月28日    | |
| 8    | 黃正榮 |            | 1978年3月1日–1982年2月28日    | |
| 9    | 陳仁敵 |            | 1982年3月1日–1986年2月28日    | |
| 10   | 陳仁敵 |            | 1986年3月1日–1990年2月28日    | |
| 11   | 林惠敏 |            | 1990年3月1日–1994年2月28日    | |
| 12   | 林惠敏 |            | 1994年3月1日–1998年2月28日    | 於1996年涉圖利罪，2007年經上訴至更三審，獲判五年有期徒刑。                                                                                              |
| 13   | 潘富民 | 中國國民黨 | 1998年–2002年                 | |
| 14   | 潘富民 | 中國國民黨 | 2002年–2003年                 | |
| 15   | 劉德貞 | 中國國民黨 | 2006年3月1日–2010年2月28日    | |
| 16   | 劉德貞 | 中國國民黨 | 2010年3月1日–2014年12月25日   | 依據《地方制度法》第83-1條規定，原應於2014年3月1日任期屆滿之鄉（鎮、市）長，其任期調整至2014年12月25日止。                                              |
| 17   | 龔文俊 | 中國國民黨 | 2014年12月25日–2018年12月25日 | |
| 18   | 蔡秋龍 | 中國國民黨 | 2018年12月25日2022年3月9日    | 2020年透過白手套向公共工程標案的包商索賄，不法獲利達上千萬元，2022年3月羈押期間遭解職，同年7月法院裁定以150萬元具保，之後蔡向縣府申請復職，但主動撤回。 |
| 代理 | 江東成 | 無黨籍     | 2022年3月21日–2022年12月25日  | 原立委傅崐萁花蓮服務處執行長，被縣政府指派為代理鎮長。                                                                                                  |
| 19   | 龔文俊 | 中國國民黨 | 2022年12月25日–2023年8月3日   | 2022年涉賄選案，2023年一審獲判五年有期徒刑，依《公職人員選舉罷免法》第117條規定，自判決之日起「當然停職」。                                             |
| 代理 | 詹秀葱 |            | 2023年10月4日–2024年6月2日    | 原玉里鎮公所秘書，由縣政府指派為代理鎮長。 |
| 復職 | 龔文俊 | 中國國民黨 | 2024年6月3日-                 | 依公職人員選舉罷免法復職。 |

### 鎮政組織

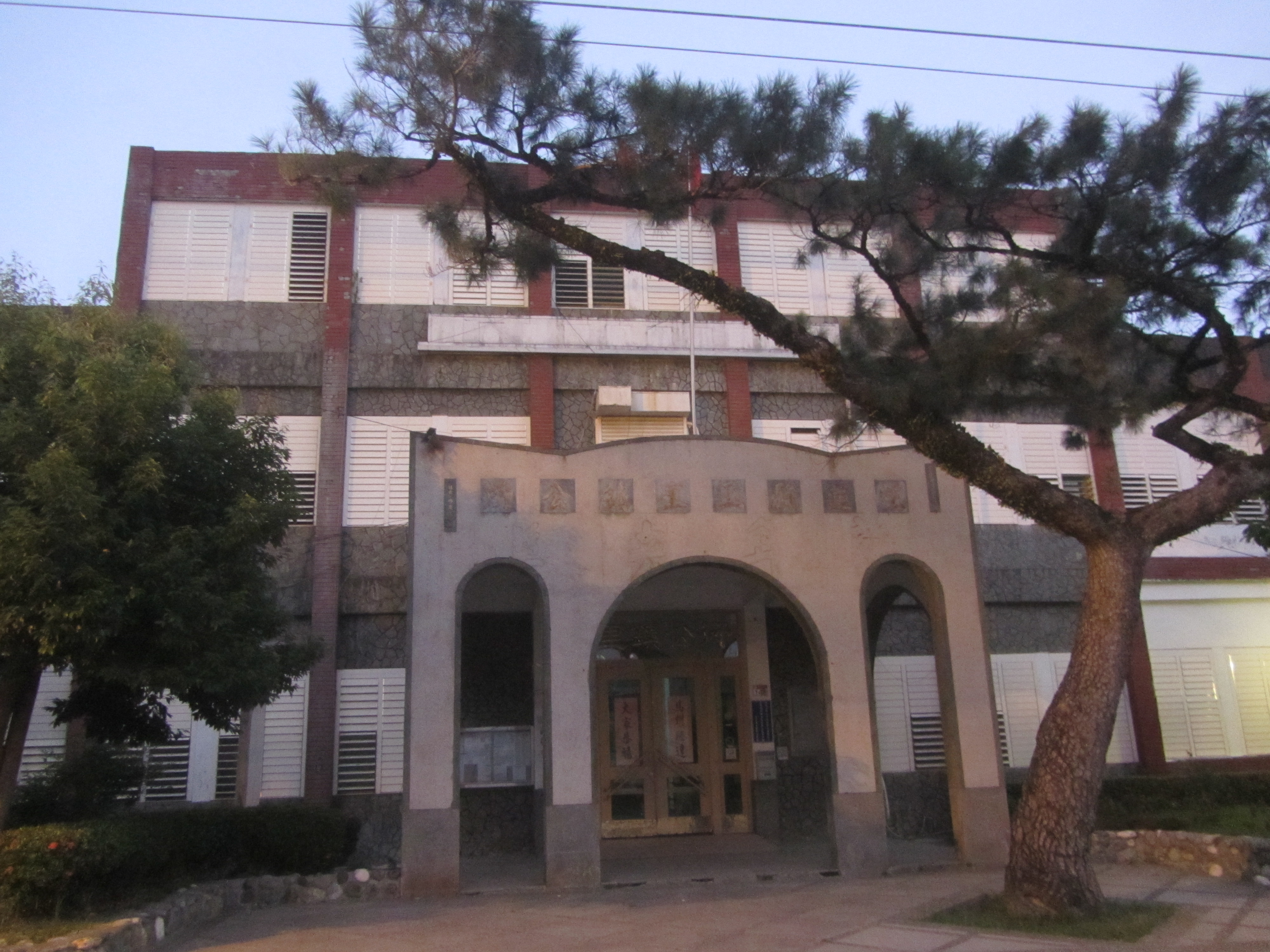
玉里鎮公所

玉里鎮公所是玉里鎮最高層級的地方行政機關，在中華民國政府架構中為鎮自治的行政機關，同時負責執行縣政府及中央機關委辦事項，玉里鎮的自治監督機關為花蓮縣政府。鎮長由全體鎮民直接選舉產生，任期為四年，可連選連任一次。玉里鎮公所並置鎮政會議，為鎮政最高決策機構，在鎮長之下，設有5課4室等9個內部單位及3個附屬機關。
玉里鎮民代表會是玉里鎮的最高民意機關，代表玉里鎮全體鎮民立法和監察鎮政。鎮民代表由公民直選選出，任期為四年，可連選連任。玉里鎮民代表會共有11位鎮民代表，分別為第一選區8席鎮民代表、第二選區1席鎮民代表、第三選區1席平地原住民鎮民代表、第四選區1席平地原住民鎮民代表，主席、副主席由11位鎮民代表互選產生。

### 行政區劃與聚落
本鎮原住民族部落均為阿美族部落。下表列舉各傳統聚落，名稱以台灣原住民族資訊網所提供的華語譯名為準，括號內可能為阿美語、台語或其他通行的華語名稱。
| - 德武里：位於苓仔濟溪右岸。 - 下德武部落（Satefo，謝德武部落） - 苓雅仔部落（Lingacay，苓仔濟、苓雅濟、上德武部落） - 春日里：位於苓仔濟溪左岸。 - 春日部落（Ceroh，織羅） - 馬太林部落（Matadim，泰林部落） - 松浦里：位於呂範溪左岸。 - 洛合谷部落（Lohok，麻汝蘭、呂福、福音部落） - 滿自然部落（Mangcelan、Mantsuran，猛仔蘭部落） - 瑪谷達璦（Makutaay，馬久答、宮前部落） - 觀音里：位於大嵙寮溪流域。 - 都旮薾部落（Tokar，觀音、山下部落） - 高寮部落（Takoliyaw、Takuliao，大嵙寮部落） - 巴島力安部落（Patawlinan） - 東豐里：位於石公溪流域。 - 阿飛赫部落（Afih，石公坑、東豐、鐵份部落） - 樂合里：位於下朥灣溪流域。 - 哈拉灣部落（Arawan、Harawan，下澇灣、下朥灣、下鐒灣、下勞灣、落合部落） - 拿彌散部落（Namisan） - 安通部落（Angcoh，紅座部落） - 新民部落（Igosang、聯合新村、血幹新村）：1970年菲律賓華僑組織血幹團為原住民募資興建的聚落 - 三民里：日治時期三笠村（Mikasa）位於豐平溪左岸。 - 達蓋部落（Takay、Tiker，迪佳、達該部落） - 大禹里：日治時期末廣（Suehiro）村，位於豐平溪右岸。 - 瑟冷部落（Sedeng、Sutun、Sinlin，針塱、斯頓、信農部落） - 末廣移民村 | - 國武里：玉里的商業中心。 - 永昌里 - 璞石閣部落（Posko） - 啟模里（溪埔仔） - 泰昌里 - 吉拉格賽部落（Cilakesay，玉城部落） - 北平部落 - 中城-里 - 吉能能麥部落（Cinemnemay，中城部落） - 源城里：位於異馬福溪流域。 - 喜瑯宮部落（Silangkong，水源部落、死人公） - 客人城 - 長良里：位於拉庫拉庫溪右岸。 - 吉哈蓋部落（Cihakay、Jihakay，長良、舊庄部落） |

## 市區發展
玉里鎮為花蓮縣南區重鎮，是玉里次生活圈的中心市鎮，具有區域性的商業金融、行政文教、醫療等機能。商業以中山路及圓環一帶為其市區中心。金融中心有臺灣土地銀行玉里分行、花蓮二信玉里分社、郵局、玉溪地區農會等。
除鎮公所外，尚有花蓮縣政府南區服務中心、玉里圖書館、玉里警察分局、玉里地政事務所、玉里鎮戶政事務所、財政部北區國稅局玉里稽徵所、稅捐處玉里分處、農業部林業署花蓮分署玉里工作站、監理站玉里分站、交通部公路局東區養護工程分局玉里工務段等。

## 教育
玉里鎮轄有一所高中，三所國中，十二所國小，學校附設幼稚園三所，社區托兒所七所，私立托兒所四所。

### 高級中等學校
- 國立玉里高級中學

### 國民中學
- 花蓮縣立玉里國民中學
- 花蓮縣立三民國民中學
- 花蓮縣立玉東國民中學

### 國民小學
- 花蓮縣玉里鎮玉里國民小學
- 花蓮縣玉里鎮三民國民小學
- 花蓮縣玉里鎮玉里國民小學永昌分校
- 花蓮縣玉里鎮松浦國民小學
- 花蓮縣玉里鎮高寮國民小學
- 花蓮縣玉里鎮樂合國民小學
- 花蓮縣玉里鎮觀音國民小學
- 花蓮縣玉里鎮大禹國民小學
- 花蓮縣玉里鎮中城國民小學
- 花蓮縣玉里鎮長良國民小學
- 花蓮縣玉里鎮春日國民小學
- 花蓮縣玉里鎮源城國民小學
- 花蓮縣玉里鎮德武國民小學

## 醫療
- 台北榮民總醫院玉里分院
- 衛生福利部玉里醫院
- 佛教慈濟綜合醫院玉里分院

## 交通
玉里鎮對外交通有臺灣鐵路臺東線，公路方面有縱向的台九線、193縣道（樂德公路）以及橫向的台30線（玉長公路）貫穿東海岸山脈，是東台灣交通運輸樞紐。

### 鐵路
臺灣鐵路公司

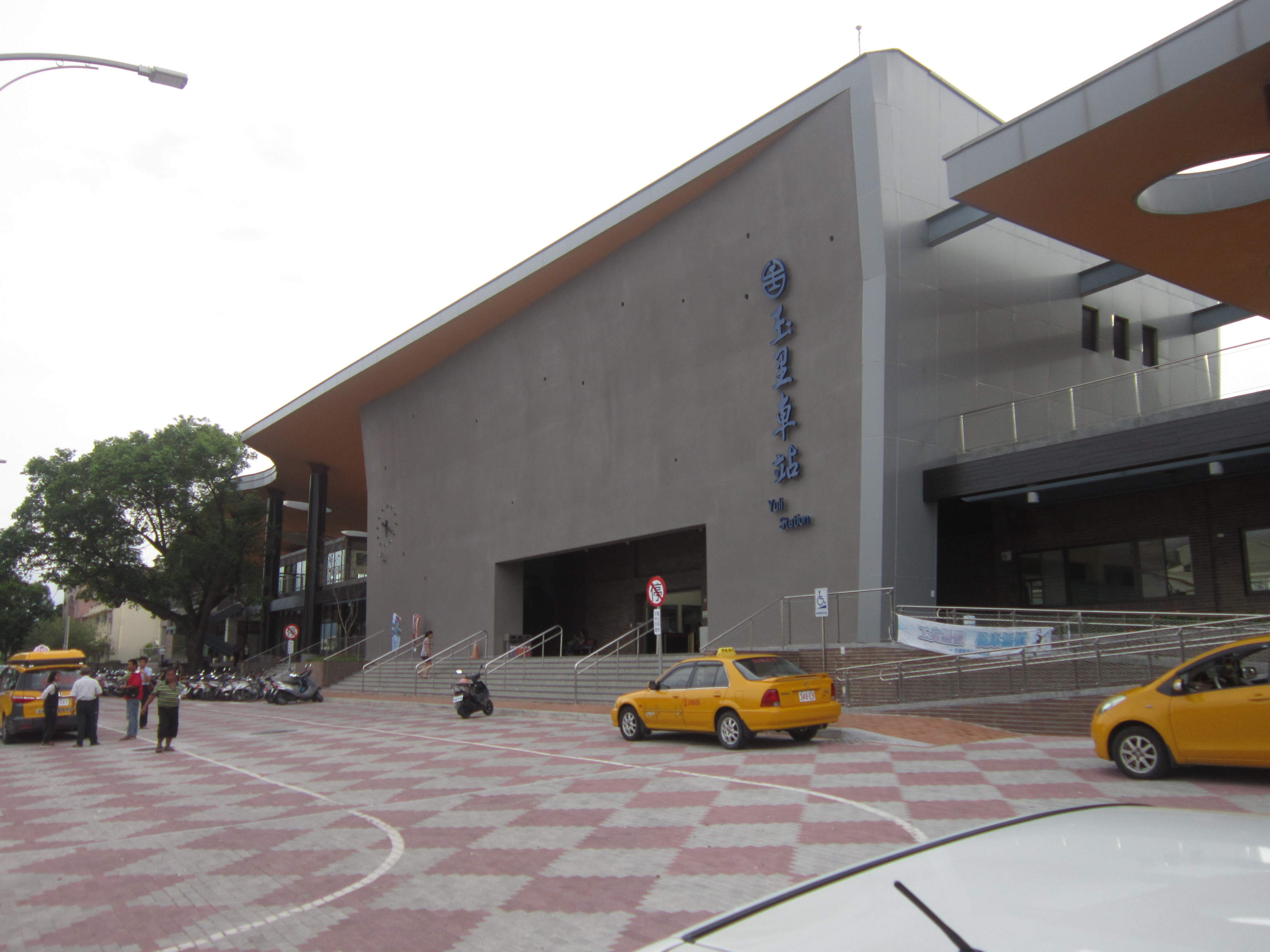
屬於花東鐵路大站的玉里車站

- 臺東線（花東線）：三民車站 － 大禹車站（廢止） － 玉里車站 － 安通車站（廢止）

台東線三民－玉里間、總長約11.3公里的目前在執行花東地區鐵路雙軌化計畫，預計將有橋梁改建、截彎取直等工程。玉里車站目前屬於台鐵一等站，各級列車都有停靠。

### 公路

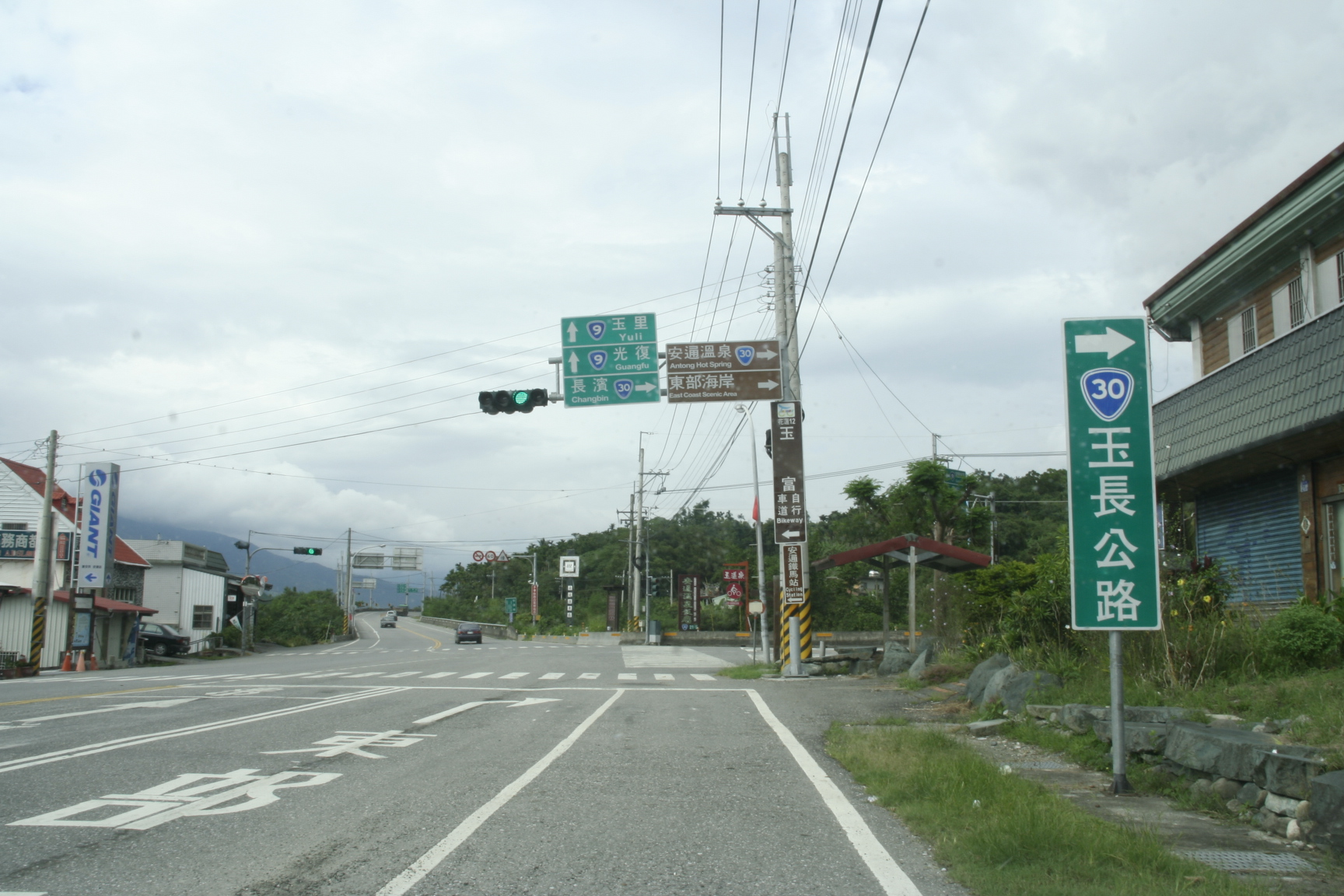
玉長公路在安通的起點

省道：
- 台9線：花東公路
- 台30線：安通以東路段即稱「玉長公路」（聯絡玉里和長濱）。

縣道：
- 縣道193號，原稱「樂德公路」

### 客運
- 花蓮客運
- 統聯客運
- 興東客運

## 旅遊

### 人文景點
- 樂合谷豐碾米廠碾米機：1950年代的大型木造碾米機[48]。
- 玉里溫泉公共浴場
- 玉里信用組合及倉庫群：日治時期金融機構「玉里信用組合」（玉溪地區農會前身）舊址；1930年代興建，鋼筋混凝土造，建築風格屬於折衷主義[49][50]。
- 長良連宅（東臺振業合資會社）
- 玉里車站鐵道宿舍群
- 玉里社：1928年興建的神社。
- 迪階陸橋殘蹟：鐵路臺東線的工程遺存之一，為東台灣交通發展史的具體事證[51]。
- 玉里玉泉寺
- 玉里華山寺（「南無阿彌陀佛」碑）
- 玉里協天宮（「後山保障」匾）
- 玉里勝安宮
- 彌陀寺
- 玉里慈惠堂
- 崙敦古鳳宮
- 玉里戰俘營：[52]
- 八通關古道
- 安通越嶺古道
- 玉里客家生活館：改建自日治時期民居，2006年開館，展示玉里鎮客家文史[53]，同時為客家藝術展覽與教學平台[54]。
- 末廣神社舊址：位於日治時期末廣村（今大禹里）的神社。末廣村為日本移民村之一。
- 台灣基督長老教會玉里教會

- 玉富自行車道：由玉里車站至富里鄉舊東里車站間舊鐵道改建之自行車。
- 玉里行動郵局：行動郵局由中型巴士進行改裝，自1988年成立至今，已經換了三代巴士，每天巡迴六個里：德武、春日、松浦、觀音、東豐、樂合，總共停靠11個站，服務時間僅週一至週五，是全台唯一的綠色郵局巴士，也是僅存於玉里鎮的文化資產[55]。
- 玉里夜市：僅週五開市（於中智路與忠勇路口）

### 自然景點
- 安通溫泉：位於安通溪畔，為花蓮八景之一。
- 縣道193號「阿勃勒黃金大道」：約每年6、7月前後沿路阿勃勒盛開，綿延長達數公里[56]。
- 鐵份瀑布：又稱石公瀑布，位於秀姑巒溪某無名支流。
- 赤科山金針花季：約在每年7至9月
- 花東縱谷平原
- 板塊縫合帶：花東縱谷斷層通過玉里大橋，造成東西二端的橋面落差。
- 德武河階
- 台灣黑熊教育館：2017年由台灣黑熊保育協會成立，推廣台灣黑熊保育[57]。

## 特產
經濟以農為主，觀光為輔，特產以良質米及玉里羊羹最享盛名，
金針、文旦及茶葉質好品優，西瓜汁多味甜，均為本鎮特產。
- 玉里西瓜
- 赤科山蜜香紅茶
- 玉里麵
- 玉里羊羹[58]
- 東豐文旦
- 橋頭臭豆腐
- 文英手工香皂
- 玉里米
- 金針
- 香菇
- 玉里燒仙草：為全台發源地[59][60]

## 外部連結
- 玉里鎮公所 （页面存档备份，存于）
- 走讀台灣—玉里鎮
- 璞石閣 - 網誌 - yam天空部落 （页面存档备份，存于）
- 玉里小鎮食遊｜美食。景點。住宿 （页面存档备份，存于）